# رفايع الحجرة
رفايع الحجرة هو مركزٌ سعوديٌ تابعٌ لمحافظة أبانات التابعة لمنطقة القصيم، في المملكة العربية السعودية. المركز من الفئة (ب)، ورمزه 1844 حسب دليل الترميز الموحد للمناطق الإدارية بالمملكة العربية السعودية.
أصبح المركز تابعاً لمحافظة أبانات وذلك في نوفمبر 2023م الموافق لشهر ربيع الآخر لعام 1445هـ؛ بعد أن كان تابعاً لمحافظة النبهانية.

## المكان
يقع مركز رفايع الحجرة جنوب غرب منطقة القصيم ويبعد عن العاصمة الادارية(بريدة) مسافة ٢٣٠ كم وتبلغ مساحة النطاق الاداري للمركز ٣٠٨كم مربع

## التأسيس
تأسس مركز رفايع الحجرة في عام 1365 هجري على يد الشيخ ضاوي بن محيميد بن خريص السهلي العوفي الحربي رحمه الله وجماعته من الخرصة من السهلية من عوف من قبيله حرب 